# Showboat (album)
Showboat è un album di Kenny Dorham, pubblicato dalla Time Records nel 1961. Il disco fu registrato il 9 dicembre 1960 a New York.

## Tracce
Lato A
1. Why Do I Love You? – 5:59 (Jerome Kern, Oscar Hammerstein II)
2. Nobody Else But Me – 5:41 (Jerome Kern, Oscar Hammerstein II)
3. Can't Help Lovin' Dat Man – 6:35 (Jerome Kern, Oscar Hammerstein II)

Lato B
1. Make Believe – 5:49 (Jerome Kern, Oscar Hammerstein II)
2. Ol' Man River – 4:15 (Jerome Kern, Oscar Hammerstein II)
3. Bill – 4:01 (Jerome Kern, Oscar Hammerstein II)

## Musicisti
- Kenny Dorham - tromba
- Jimmy Heath - sassofono tenore
- Kenny Drew - pianoforte
- Jimmy Garrison - contrabbasso
- Art Taylor - batteria